# Oopart
Oopart es el acrónimo en inglés de out of place artifact (artefacto fuera de lugar en español).
Es un término acuñado por el naturalista y criptozoólogo estadounidense Ivan T. Sanderson (1911-1973) para denominar a un objeto de interés histórico, arqueológico o paleontológico que se encuentra en un contexto muy inusual o aparentemente imposible que podría desafiar la cronología de la historia convencional.

## Interpretación popular
El término ha sido ampliamente utilizado como prueba o refutación para paradigmas arqueológicos y científicos oficiales. En el campo de la arqueología, criptozoólogos y defensores de la teoría de los antiguos astronautas han cuestionado la concepción tradicional de la evolución humana; asimismo, en el campo de la geología, creacionistas de la Tierra joven han cuestionado la estimación científica de la edad de la Tierra. Los ooparts también se han utilizado por los aficionados a la ufología como base para la teoría de que la humanidad habría sido fundada y/o alterada por civilizaciones extraterrestres mucho más avanzadas o evolucionadas (creacionismo alienígena), ya que desde su punto de vista algunos de los pueblos antiguos poseerían, precisamente por este motivo, conocimientos científicos en determinadas áreas al menos tan avanzados como los actuales, así como tecnología insólita para su tiempo. Por otro lado, la consideración de ooparts depende en gran parte de los conocimientos que se dominan de un periodo histórico, por ello es tan relativa como la veracidad de las teorías de quienes lo utilizan como argumento. En conclusión, quienes avalan la veracidad de los ooparts los consideran pruebas de que la ciencia convencional desprecia grandes áreas de conocimiento, ya sea voluntariamente o por ignorancia.

## Interpretación científica
Si bien es cierto que las características aparentemente extraordinarias de algunos de estos objetos aún no poseen una interpretación desde la arqueología, paleontología u otras áreas de estudio, o bien fueron catalogados como ooparts para luego salir de esta clasificación, en general la comunidad científica se muestra escéptica frente a las interpretaciones que califican a estos objetos como «fuera de lugar». Un gran número de estas han sido refutadas como productos de fenómenos como el palimpsesto, la pareidolia, la falsificación o simplemente la ignorancia respecto a las culturas que produjeron el objeto en cuestión.

## Validación

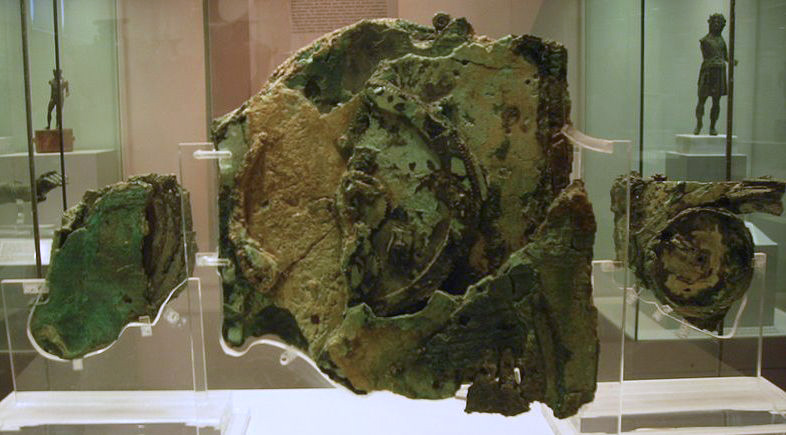
Fragmentos del Mecanismo de Anticitera.

En raros casos se comprueba que algún artefacto haya sido creado con tecnología que no se pensaba que existió en la cultura que lo construyó. Una pieza que cambió la comprensión convencional de la tecnología antigua es el mecanismo de Anticitera, un tipo de equipo mecánico, que ha sido totalmente validado como un objeto real de alrededor de 150-100 años antes de Cristo. Antes del examen de rayos X, su aspecto parecido a un reloj (que data alrededor de mil años antes de que se inventaran los relojes) fue citado como evidencia de visitas extraterrestres por fuentes marginales.
Un ejemplo parcialmente validado es el penique de Maine, encontrado en Blue Hill (Estados Unidos). Es una moneda vikinga del siglo XI encontrada en un conchero (acúmulo de conchas y huesos) nativo americano. En el sitio se encuentran más de veinte mil objetos de un período de quince años. El único artefacto no nativo era la moneda. Algunos argumentan que demuestra algunos asentamientos vikingos en América que la arqueología desconoce; la principal creencia es que fue llevado al lugar gracias al comercio nativo.

## Ejemplos deooparts

### Oopartscompletamente ficticios
Objetos mencionados por fuentes pseudo-científicas que realmente nunca existieron.
| Artefacto                              | Imagen | Descripción | Ubicación cronológica     | Lugar de hallazgo                                                         | Interpretación |
| -------------------------------------- | ------ | --- | ------------------------- | ------------------------------------------------------------------------- | --- |
| Platillos de Dropa o de Bayan Kara Ula |        | Platillos con inscripciones supuestamente alienígenas                                                                                     | Paleolítico Superior      | Localidad de Nimu en la región china de Sichuan, en la frontera del Tíbet | Todas las pruebas alrededor de este caso son dudosas, incluso se duda de la existencia de los descubridores. Según estas todo parece ser parte de una historia inventada por David Agamon en su libro Sungods in exile (‘los dioses del Sol en el exilio’), lo que él mismo ha reconocido posteriormente. |
| Babylonokia                            |        | Una tablilla de arcilla con forma de teléfono móvil de 800 años de antigüedad.                                                            | Siglo XIII a. C.          | Austria                                                                   | Historia ficticia creada por la página Mysterious Universe y que fue compartida como real por varios portales de noticias. Para el relato se usó la foto de una obra de arte hecha por Karl Weingärtner.                                                                                                  |
| Pirámides bosnias                      |        | Afirmación de que existe un complejo piramidal en las cercanías de la ciudad de Visoko en Bosnia, más antiguo que las pirámides egipcias. | 12.000 a. C. al 500 a. C. | Visoko, Bosnia y Herzegovina                                              | Excavaciones realizadas por varios grupos de geólogos, arqueólogos y otros científicos han desmentido la existencia de cualquier estructura hecha por el hombre. |

### Oopartsdesacreditados
Artefactos usados en engaños o que pudieron ser explicados de forma creíble.
| Artefacto                           | Imagen | Descripción | Ubicación cronológica       | Lugar de hallazgo                                           | Interpretación |
| ----------------------------------- | ------ | --- | --------------------------- | ----------------------------------------------------------- | --- |
| Huella de Meister                   |        | Dos trilobites en un trozo de pizarra que parecen haber sido aplastados por una sandalia. | 500 millones de años.       | Antelope Spring, Delta, Utah, Estados Unidos.               | Se trata de un fenómeno geológico (desconchamiento) por el cual las losas de roca se separan en patrones distintivos; en este caso semejante vagamente a un calzado.                                                                                             |
| Estatuilla de Nampa                 |        | Figura de arcilla que probaría la presencia de humanos en América miles de años antes de lo especulado. | 2 millones de años.         | Nampa, Estados Unidos.                                      | Se trató de un error de datación. La figura solo tiene unos cuantos cientos de años. Posiblemente un juguete pre-colombino. |
| Piedras de Ica                      |        | Piedras de andesita con grabados que representan tecnología avanzada en el Paleolítico medio. | 100 000 a 61 000 años       | Ica (Perú).                                                 | Si bien algunos autores alegan que fueron datadas (por termoluminiscencia) entre 100 000 y 60 000 años BP por la Universidad Autónoma de Madrid, esto se refiere a las rocas en sí mismas y no a sus grabados. Se ha constatado que estos han sido falsificados. |
| Gigante de Cardiff                  |        | Humano petrificado de 3 metros de altura que confirmaría las historia bíblicas sobre gigantes. | Siglo X a. C.               | Cardiff, Estados Unidos                                     | Engaño. Fue rápidamente desmentido por los expertos y por la confesión del falsificador. Fue, no obstante, una atracción muy popular en su época. |
| Glifos de Gosford                   |        | Jeroglíficos egipcios encontrados en Australia. | Siglo II a. C.              | Kariong, Australia                                          | Fraude. |
| Piedra rúnica de Kensington         |        | Piedra con runas supuestamente realizadas por colonias vikingas descendientes de Leif Eriksson en la América precolombina. | Siglo XV                    | Solem, Minnesota, Estados Unidos.                           | Actualmente considerado un bulo, ha sido desacreditada por 20 universidades europeas por usar un lenguaje moderno y runas que no corresponden a la época. |
| Reliquias de Míchigan               |        | Supuestos objetos religiosos que probarían la existencia de culturas de Oriente Medio, en la América Precolombina. Posiblemente descendientes de las Tribus Perdidas de Israel.                                                           | Siglo I a XV                | Míchigan, Estados Unidos.                                   | Fraude. |
| Artefactos de Tucson                |        | Objetos religiosos como cruces, monumentos, espadas, restos de dinosaurios y placas con inscripciones en hebreo y latín en una supuesta ciudad perdida llama Calalus.                                                                     | 790-900 d. C.               | Tucson (Arizona, Estados Unidos)                            | Actualmente considerado un bulo. |
| Piedras Sagradas de Newark          |        | Objetos religiosos con inscripciones en hebreo (contando historias bíbicas) encontradas en un entierro indígena precolombino, lo que sustenta la existencia de tribus perdidas de Israel en el continente americano.                      | 100 a 500 d. C.             | Newark, Estados Unidos).                                    | Actualmente considerado un bulo. |
| Planchas Kinderhook                 |        | Placa de latón en forma de hacha, supuestamente escritas con caracteres egipcios antiguos o hebreos, lo que sustentaría la existencia de pobladores de origen semítico o egipcio en el continente americano antes de los Descubrimientos. | Siglos IX a V a. C.         | Kinderhook (Illinois, Estados Unidos)                       | Se probó como un fraude en 1879. |
| Cráneo de Calaveras                 |        | Cráneo encontrado dentro de una mina en un estrato del Terciario, que comprobaría la existencia de seres humanos en el continente americano millones de años antes de lo calculado.                                                       | Plioceno                    | Calaveras (California, Estados Unidos).                     | El cráneo fue sacado de un cementerio indígena cercano y puesto en la mina para jugarles una broma a los mineros. |
| Tuberías de Baigong                 |        | Cuevas con una red de tuberías prehistórica. Realizada posiblemente por extraterrestres o por alguna cultura muy avanzada. | 150.000 años de antigüedad. | Monte Baigong (Qinghai, China)                              | Fósiles de raíces de árboles formados por pedogénesis y diagénesis. |
| Antena de Eltanin                   |        | Artefacto en forma de antena encontrado en el fondo marino. | Indeterminada               | Cabo de Hornos                                              | Se trata de una Cladorhiza concrescens, una especie de esponja marina. |
| Esferas metálicas de Klerksdorp     |        | Bolas de pirita acanaladas de origen supuestamente artificial. | Periodo Precámbrico         | Ottosdal, Sudáfrica                                         | Nódulos de pirita de origen metamórfico, y nódulos de 'goethita' formados del desgaste de la pirita. Por otra parte, las descripciones de las mismas han sido exageradas o inventadas.                                                                           |
| Artefacto de Kingoodie              |        | Fragmento de martillo incrustado en piedra. | Cretáceo                    | Kingoodie Quarry (Escocia)                                  | Se cuestiona la ausencia de oxidación, por tanto, la autenticidad del objeto. |
| Vaso de Dorchester                  |        | Jarrón de plata y zinc. | 100.000 años de antigüedad  | Massachusetts (Estados Unidos)                              | Objeto desaparecido. |
| Artefacto de Coso                   |        | Bujía encontrada dentro de un trozo de arcilla petrificada. | 700 000 años de antigüedad. | Olancha (California, Estados Unidos)                        | Se trataría de aparentemente una simple bujía utilizada en trabajos de minería, que quedó envuelta en hormigón. |
| Hombre de Malaquita                 |        | Restos humanos encontrados en una roca del período Cretácico | Cretácico                   | Moab, estado de Utah (Estados Unidos).                      | Entierro indígena de unos 210 a 1450 años de antigüedad. |
| Hierro de Wolfsegg                  |        | Pieza de hierro de forma más o menos cúbica | Indeterminada               | Mina de hierro en Austria.                                  | Probablemente un meteorito o el contrapeso usado en alguna máquina para la minería, al quedar enterrado en la mina, con el tiempo se compacta y se difunde con lo que la rodea.                                                                                  |
| Jeroglíficos egipcios del siglo III |        | Jeroglíficos egipcios inscritos a miles de kilómetros de Egipto. | siglo III                   | Yacimiento arqueológico de Iruña-Veleia, en Álava (España). | Falsificación. |
| Cráneo Mitchell-Hedges              |        | Representación de cráneo humano tallado en cuarzo. | 1400 a 1500 a. C.           | Lubaantún (Belice)                                          | Un estudio reciente demostró que fue tallado con herramientas metálicas rotativas y abrasivos modernos. Fue tallado, probablemente, en la década de 1930 con base en un cráneo del Museo Británico, que es una falsificación del siglo XIX.                      |
| Cara de Marte                       |        | Extraña estructura marciana que se asemeja a un rostro humano. | Indeterminada               | Cidonia (Marte)                                             | Pareidolia provocada por la baja calidad de la cámara de la sonda espacial Viking 1. En misiones posteriores y con cámaras de mejor resolución se observa que es una pequeña colina marciana.                                                                    |

### Objetos antiguos malinterpretados comoooparts
Artefactos de civilizaciones antiguas que en su momento fueron mal interpretados como objetos inexplicables, pero que con el tiempo los investigadores lograron trazar su utilidad.
| Artefacto                                    | Imagen | Descripción | Ubicación cronológica                                             | Lugar de hallazgo                                                    | Interpretación |
| -------------------------------------------- | ------ | --- | ----------------------------------------------------------------- | -------------------------------------------------------------------- | --- |
| Megalitos de Baalbek                         |        | Megalitos de gran tamaño, supuestamente difíciles de mover con la tecnología de la época, por lo que se dice que probablemente fueran construidos por extraterrestres.                                                                      | Siglo III a. C. (Plataformas). Siglos I a. C. y I d. C. (Templos) | Baalbek, Líbano.                                                     | Los bloques fueron transportados por un plano inclinado de tierra, construido temporalmente, hasta su posición definitiva. |
| Artefactos quimbaya                          |        | Figuras en oro que representan supuestos modelos de aeroplanos, algunos comparables con aviones modernos. | 1500 a. C.-1000 d. C.                                             | Colombia                                                             | Descartado por la arqueología tradicional. En el Museo del Oro de Bogotá están clasificadas como figuras zoomorfas de aves o insectos, ya que son muy similares a peces voladores que viven en las costas cercanas. Según el investigador Antonio Luis Moyano, la pieza exhibida como un avión ―ver imagen― es en realidad una réplica hecha por un joyero de Filadelfia (Estados Unidos) en la década de 1950. Reproducciones simplificadas de estos objetos y con motores han podido volar.                                                                            |
| Shakōkidogū                                  |        | Figuras de animales y humanoides que podrían representar a seres extraterrestres con sus trajes espaciales. | Período Jōmon (400 a. C.).                                        | Japón                                                                | Descartado por la arqueología. Se trataría de representaciones de los "demonios", cuando una persona enfermaba se le trasfería su mal a la estatua, destruyéndola a continuación. |
| Lámparas de Dendera                          |        | Jeroglíficos que supuestamente representan bombillas modernas. | Siglo IV a. C.                                                    | Dendera, Egipto.                                                     | Pareidolia provocada por el desconocimiento de la cultura egipcia. Las imágenes representan a una serpiente y una flor de loto. |
| Sarcófago de Pacal                           |        | Imagen tallada en la tapa del sarcófago donde se muestra a una persona maya, en algo que podría interpretarse como una nave espacial. | Siglo VII                                                         | Ruinas de Palenque (México).                                         | Descartado por la arqueología. La imagen ilustra a K'inich Janaab' Pakal y su viaje al "inframundo". La postura de las manos es habitual encontrarla en otras representaciones funerarias mayas de la época. La supuesta nave son dos serpientes emplumadas (animales ficticios muy habituales en las representaciones de varias culturas precolombinas, como el principal dios maya, Kukulcan) enlazadas entre sí; el fuego son las plumas de las serpientes y el presunto motor es un monstruo del inframundo, como testimonian otras inscripciones mayas de la época. |
| Líneas de Nazca                              |        | Figuras elaboradas a gran escala con trazos perfectos sobre el desierto. Se piensa que son imposibles de realizar sin apoyo desde el aire, pero un grupo de escolares de la zona han realizado líneas y figuras sin más medios que cuerdas. | 400 a 600 d. C.                                                   | Desierto de Nazca (Perú).                                            | Descartado por la arqueología. Se trata de caminos rituales, muchos de ellos ligados con el curso de las aguas subterráneas. Varios de estos geoglifos presentan altares de adobe, con material cerámico de la cultura nazca. La pampa donde yacen fue un lugar sacro que unía dos importantes sitios de la sociedad nazca, entre ellos la ciudadela sacra de Cahuachi. También se acepta que en el diseño estuvo implicada la idea del culto a los dioses, que al vivir en el cielo los verían desde las alturas.                                                       |
| Eiserner Mann                                |        | Pilar de hierro de dimensiones aproximadamente cuadradas, de origen desconocido y no se sabe con certeza la finalidad del mismo. | Indeterminada                                                     | Parque Nacional de Rhineland, Renania del Norte-Westfalia, Alemania. | Posiblemente se usó como parte de un sistema de acueductos medieval. No existen crónicas que hablen de este objeto mucho antes de la Edad Media. Por lo que no podría ser considerado un oopart. |
| Pilar de hierro de Delhi                     |        | Pilar de hierro elaborado con un nivel de pureza muy alto (98 %). Imposible de hacer con la tecnología de la época. | 375 a 413 d. C.                                                   | Complejo de Qutb, India.                                             | Demostración del gran nivel de conocimiento y desarrollo de los herreros indios. |
| Pájaro de Saqqara                            |        | Supuesto modelo de un avión moderno. | 200 a. C.                                                         | Egipto                                                               | Un juguete para un niño o una veleta con forma de halcón. |
| Batería de Bagdad                            |        | Jarras utilizadas supuestamente para generar electricidad. | 250 a. C. y 250 d. C.                                             | Bagdad (Irak).                                                       | La ausencia de rastros de algún electrolito, el bajo potencial eléctrico del sistema y la ausencia de usos prácticos para la electricidad en la época cuestionan al objeto como oopart. La hipótesis más verosímil sobre su uso es como recipiente de cosméticos o de rollos escritos. |
| Elefantes de Copán                           |        | Supuesta representación de dos elefantes en la Estela B del gobernante 18 Conejo. | 731 d. C.                                                         | Copán Ruinas, Honduras                                               | Es posible que se tratase de la representación de un Tapir, debido a que para el periodo clásico ya no quedaba ningún tipo de proboscidios en suelo americano. |
| Jeroglíficos de aeronaves modernas en Abidos |        | En una inscripción jeroglífica aparecen vehículos modernos, como un helicóptero, un submarino y una lancha. | Siglo XIII                                                        | Templo de Seti I en Abidos, Egipto                                   | Pareidolia provocada por el retoque de las imágenes que se muestran en los medios masivos y por la superposición y borrado de jeroglíficos de distintas épocas. |
| Sivatherium de Kish                          |        | Carro de guerra ornamental de origen sumerio descubierto en 1928. Su figura representa a un Sivatherium, una especie de mamíferos jiráfidos que se extinguieron hace 8000 años.                                                             | 2800 a 2750 a. C.                                                 | Kish (Irak)                                                          | Corresponde a un ciervo rojo del Cáucaso. |

### Oopartssin determinar
Objetos que todavía están en investigación. Los arqueólogos e historiadores no han logrado hallarles alguna interpretación convincente.
| Artefacto                                     | Imagen                                                                                         | Descripción | Ubicación cronológica                 | Lugar de hallazgo             | Interpretación |
| --------------------------------------------- | ---------------------------------------------------------------------------------------------- | --- | ------------------------------------- | ----------------------------- | --- |
| Fuente Magna                                  |                                                                                                | Bol de cerámica con supuesta escritura cuneiforme, sumeria y semita. | sin fecha conocida                    | Bolivia                       | En estudio, no hay contexto arqueológico, ni certeza de su procedencia. |
| Piedra misteriosa del lago Winnipesaukee      | Piedra misteriosa del lago Winnipesaukee en la Sociedad Histórica de New Hampshire, Concord NH | Piedra tallada de origen y propósito desconocido, que se cree podría ser de la época precolombina. | sin fecha conocida                    | New Hampshire, Estados Unidos | Un análisis realizado en años recientes ha puesto en duda su autenticidad. |
| Disco de Sabu                                 |                                                                                                | Disco de forma inusual encontrado en un entierro egipcio. Se desconoce su propósito. Los seguidores de la hipótesis de los antiguos astronautas aseguran que sería una hélice o volante de un artefacto más grande. | 3000 a. C.                            | Egipto                        | En estudio. Pruebas realizadas con réplicas han desestimado su supuesto uso como hélice o turbina. |
| Figuras de Acámbaro                           |                                                                                                | Figuras de arcilla que supuestamente representan animales extintos, entre ellos, dinosaurios no avianos. Descubiertas por Waldemar Julsrud.                                                                         | 2500 a. C., pero aún es controversial | Acámbaro, México              | Posiblemente una falsificación o motivo de un error de datación. Una datación moderna ha reflejado que su origen es contemporáneo y no antiguo. Julsrud afirma que pagó a los campesinos por cada figura que le entregaran, por lo que es plausible que estos fabricaran las estatuillas y las hiciesen pasar por reliquias auténticas.                                         |
| Rastros de coca y nicotina en momias egipcias |                                                                                                | Rastros de hojas de coca y tabaco, plantas que solo existían en América en aquel entonces, encontrados dentro de varias momias egipcias, lo que probaría algún tipo de contacto precolombino.                       | Siglo XIII a. C.                      | Egipto                        | La teoría del fraude fue desacreditada, por lo que se cree podría tratarse del resultado de la contaminación de los restos. |
| Esferas de piedra de Costa Rica               |                                                                                                | Esferas de piedra perfectamente talladas y pulidas, se desconoce su función y origen. | entre 300 a. C. y 1000 d. C.          | Costa Rica                    | En estudio. Probablemente se trata de objetos rituales, o decorativos para mostrar el poderío de los caciques. Se piensa que se empleó como técnica de fabricación el piqueteo (mediante el uso de percutores de piedra) y el alisado (empleándose abrasivos como la arena) aunque eso no explica los miles de esferas encontradas de diferentes diámetros ni su real objetivo. |
| Cabeza de Tecaxic-Calixtlahuaca               |                                                                                                | Cabeza de terracota de origen romano encontrada en una tumba precolombina. | Siglo II-III d. C.                    | Calixtlahuaca (México)        | En estudio. Hay teorías que van desde fraude hasta la evidencia de contactos transoceánicos precolombinos. Ninguna ha sido confirmada. |
| Caballero de Westford                         |                                                                                                | Supuesta imagen de un caballero europeo encontrada en América, que dataría de antes de la colonización. | Siglo XIV                             | Westford (Estados Unidos)     | Interpretación cuestionable. Se han propuesto distintas teorías alternativas, incluyendo pareidolia provocada por un desgaste natural, un fraude del Siglo XIX, o ambos. |

### Oopartsparcialmente acreditados
Objetos confirmados como verdaderos, pero cuya procedencia y momento histórico no están del todo claros.
| Artefacto                     | Imagen | Descripción | Ubicación cronológica     | Lugar de hallazgo                                                | Interpretación |
| ----------------------------- | ------ | --- | ------------------------- | ---------------------------------------------------------------- | --- |
| Sudario de Turín              |        | Tela de lino que muestra la imagen de un hombre que presenta marcas y traumas físicos propios de una crucifixión. Se desconoce el método empleado para producir la imagen. | 1260-1390 aproximadamente | Desconocido. Registrado por primera vez en la Catedral de Turín. | Se han propuesto distintas teorías, desde un origen milagroso hasta el uso de rayos ultravioleta, o algún proto-método fotográfico medieval o pintura. |
| Penique de Maine              |        | Moneda escandinava del reinado de Olaf III de Noruega encontrada en una excavación arqueológica precolombina.                                                              | 1065-1080 d. C.           | Naskeag Point (estado de Maine, Estados Unidos)                  | El Museo Estatal de Maine y el Instituto Smithsoniano lo aceptan como un objeto nórdico precolombino. Esto deja abierta la posibilidad de una exploración vikinga en la América precolombina continental. Sin embargo la American Numismatic Society y algunos otros investigadores lo consideran un bulo.                  |
| Monedas de la isla Marchinbar |        | Monedas del Sultanato de Kilwa encontradas en Australia. | Siglo X-XIV d. C.         | isla Marchinbar (Australia)                                      | Cinco monedas del Sultanato de Kilwa en la costa suajili descubiertas en la isla Marchinbar en el Territorio del Norte de Australia en 1945. No está claro si son del siglo X o del siglo XIV. En 2018, una moneda similar, que también se cree que proviene del sultanato medieval de Kilwa, se encontró en la Isla Elcho. |
| Campana Tamil                 |        | Trozo de campana con inscripciones en Tamil Antiguo encontrada por nativos en Nueva Zelanda en la raíz de un árbol derribado durante una tormenta.                         | Siglo XVI al Siglo XVII   | Whangarei (Nueva Zelanda)                                        | Las descripciones "árbol derribado durante una tormenta" dadas por los nativos dan evidencia de un naufragio. Sin embargo, no se ha definido si es un naufragio de colonos europeos o contactos entre pueblos de origen indio y maorí previos a los europeos.                                                               |

### Oopartsmayormente acreditados
Objetos de origen inusual y que no encajan con el conocimiento convencional que se tiene del momento histórico en que se produjeron.
| Artefacto               | Imagen | Descripción | Ubicación cronológica         | Lugar de hallazgo                       | Interpretación |
| ----------------------- | ------ | --- | ----------------------------- | --------------------------------------- | --- |
| Mecanismo de Anticitera |        | Calculadora mecánica de posición del Sol y la Luna desarrollada en la Grecia Antigua | 150-100 a. C. aproximadamente | Isla de Anticitera (Grecia)             | Considerado por muchos el primer mecanismo de engranajes conocido. |
| Mapa de Piri Reis       |        | Mapa de origen otomano donde se representa zonas del continente americano que se pensaba que eran desconocidas en ese entonces, y, según Charles Hapgood, también mostraría parte de la Antártida. | 1513                          | Estambul (Turquía)                      | El mapa muestra regiones de América del Sur, entonces recientemente descubiertas, que, debido a las fechas tan cerradas (21 años), se pensaba que los otomanos aún desconocían. Debido a su proyección particular, algunas zonas han sido confundidas, de manera accidental o intencional, con la Antártida.          |
| Lente de Nimrud         |        | Lente cuyo diámetro es de 38 mm y su espesor alcanza los 23 mm. | 750-710 a. C.                 | Nimrud o Kalkhu, antigua capital asiria | La lente de Nimrud, según algunos expertos como el científico italiano de la Universidad de Roma, Giovanni Petinatto, podría haber sido utilizada con fines astronómicos como parte de un telescopio. Otros expertos aseguran que se debió utilizar como lupa o como aparato para la proyección de los rayos solares. |
| Reloj de Comayagua      |        | Reloj de engranajes datado del siglo XI. Pertenece a una época donde los relojes mecánicos de precisión con 12 horas no existían.                                                                  | 1100 d. C. Aproximadamente    | Originario de Granada, España.          | Debido a su presunta antigüedad es posible que haya habido desarrollos tecnológicos o técnicas de fabricación en el mundo islámico que no estén completamente documentadas en la historia convencional. |